# Szőke István (rendező)
Szőke István (Vedresábrány, 1942. július 23. – ?, 2016. október 30.) Jászai Mari-díjas (1989) magyar színész és rendező.

## Életpályája
Szülei Szőke István és Csordás Mária voltak. 1962 és 1966 között a marosvásárhelyi Szentgyörgyi István Színművészeti Intézet hallgatója volt. 1968–1973 között a Színház- és Filmművészeti Főiskola színházrendező szakos diákja volt Marton Endre osztályában. 1973-tól 1974-ig, majd 1978 és 1983 között a kecskeméti Katona József Színház rendezőjeként dolgozott. 1974–1976 között a 25. Színház rendezője, 1976-tól 1978-ig pedig a kaposvári Csiky Gergely Színházban rendezett. 1983-tól öt évig a Miskolci Nemzeti Színházban dolgozott, mint rendező. 1988-tól egy évadot az egri Gárdonyi Géza Színházban töltött rendezőként. 1989-től öt esztendőn át a Nemzeti Színházban rendezett darabokat. 1994 óta a Békéscsabai Jókai Színház rendezője.

## Színházi munkái
A Színházi adattárban regisztrált bemutatóinak száma: rendezőként 76, színészként 9.

### Rendezőként
- Büchner: Leonce és Léna (1972)
- Katajev: A műveltség netovábbja (1973)
- Hristic: Savonarola és barátai (1973)
- Kleist: Heilbronni Katica avagy a Tűzpróba (1974)
- Lehár-Rékai: Luxemburg grófja (1974)
- Szuhovo-Kobilin: Raszpljujev nagy napja (1975)
- Henderson: Diákszerelem (1975, 1985)
- Sondheim: Őrület vagy más - mi történt a Fórumon? (1975)
- Osztrovszkij: Erdő (1976, 1989)
- Csepreghy Ferenc: A piros bugyelláris (1977, 1992)
- Rostand: Cyrano de Bergerac (1977)
- Szirmai Albert: Mágnás Miska (1977)
- Molière: Képzelt beteg (1978)
- Labiche-Michel: Olasz szalmakalap (1978, 1990)
- Ruzante: A csapodár madárka (1979)
- Csepreghy Ferenc: Sztrogoff Mihály utazása Moszkvától Irkuczkig (1979)
- Sarkadi Imre: Ház a város mellett (1979)
- Molière: Úrhatnám polgár (1979)
- Crommelynck: A csodaszarvas (1980)
- Gogol: A revizor (1980)
- Feydeau: Osztrigás Mici (1981)
- Sarkadi Imre: Elveszett paradicsom (1981)
- Burkhard: Tűzijáték (1982)
- Victor Máté: Villon és a többiek (1982)
- Plautus: Amphitruo, vagy amit szabad Jupiternek (1982)
- Vian: Mindenkit megnyúzunk! (1982)
- Bertolt Brecht: Koldusopera (1983)
- Gáli József: Daliás idők (1983)
- Andrejev: Aki a pofonokat kapja (1984)
- Molnár Ferenc: Doktor úr (1984)
- Füst Milán: Negyedik Henrik király (1985)
- Weöres Sándor: A kétfejű fenevad (1985)
- William Shakespeare: Ahogy tetszik (1986)
- Bond: Kinn vagyunk a vízből (1986)
- Fábián László: Levéltetvek az akasztófán (1986)
- Sarkadi Imre: Oszlopos Simeon (1986)
- Schwajda György: Mari (1986)
- Vian: Medúzafej (1987)
- Vitrac: Viktor avagy A gyerekuralom (1987)
- William Shakespeare: A velencei kalmár (1987)
- Arrabal: Az építész és az asszír császár (1987, 1991)
- Büchner: Danton halála (1988)
- Shaw: Pygmalion (1988)
- Osztrovszkij: Tehetségek és tisztelők (1988)
- Nagy Karola: C. kisasszony szenvedélye (1988)
- Szép Ernő: Május (1989)
- Füst Milán: A zongora (1989)
- Szép Ernő: Vőlegény (1990)
- Kisfaludy Károly: A kérők (1990)
- Szophoklész: Oidipusz király (1992)
- Hervé: Nebáncsvirág (1993)
- Nagy Ignác: Tisztújítás (1994)
- William Shakespeare: János király (1994)
- Presser Gábor: Képzelt riport egy amerikai popfesziválról (1995)
- Molière: Tartuffe (1996)
- Örkény István: Kulcskeresők (1996)
- Ghelderode: Vörös mágia (1997)
- Petőfi-Szabó: A hóhér kötele (1998)
- Jonson: Volpone (1999)
- Tamási Áron: Ábel (2000)
- Schiller: Ármány és szerelem (2002)
- Feydeau: Egy hölgy a Maximból (2004)
- Csokonai Vitéz Mihály: Karnyóné (2005)
- Genet: Cselédek (2005)
- Chase: Barátom, Harvey (2006)
- Mikó István: Bolond Shakespeare avagy a kizökkent idő (2007)
- Simon: A napsugár fiúk (2008)
- Shahnazaryan: Keresztút (2010)
- Nóti-Zágon: Hyppolit, a lakáj (2011)
- Nyirő József: Jézusfaragó ember (2012)

### Színészként
- Csávossy-Komzsik: A fül....Mészáros János
- Frisch: Don Juan, avagy a geometria szeretete....Három kardoskodó unokatestvér
- Aurel Baranga: Barátom, a miniszter....Világosító
- Móricz Zsigmond: Úri muri....II. kubikos
- Anouilh: Becket avagy az Isten becsülete....Testőr; Katona
- Sütő András: Csillag a máglyán....Fárel
- Burkhard: Tűzijáték....Az apa
- Örkény István: Tóték....A lajt tulajdonosa

## Filmjei
- Nincs idő (1973)
- Szarvassá vált fiúk (1974)
- Örökbefogadás (1975)
- Majd holnap (1980)
- Ámbár tanár úr (1998)
- Csocsó, avagy éljen május elseje! (2001)